# لويس إم. ليونز
لويس إم. ليونز (بالإنجليزية: Louis M. Lyons)‏ هو صحفي أمريكي، ولد في 1 سبتمبر 1897، وتوفي في 11 أبريل 1982.